# Capo Colonna
Capo Colonna (o Capocolonna) - noto in età coloniale (antica, classica ed ellenistica) come Capo Lacinio: Λακίνιον ἄκρον), e poi promontorium Lacinium in età romana) - è un promontorio sito otto chilometri a sud di Crotone, che costituisce la punta più orientale della penisola calabrese e costituisce il limite meridionale del golfo di Taranto. La sua importanza risiede nella quantità di elementi archeologici di diverse epoche che sono legati a questa punta di terra protesa sullo Ionio.
Il toponimo moderno è deriva dalla presenza dell'unica colonna rimasta eretta del tempio di Hera Lacinia: fino al XVI secolo era chiamato "Capo delle Colonne" perché 2 erano le colonne rimaste in piedi del santuario di Hera.

## Promontorio di confine

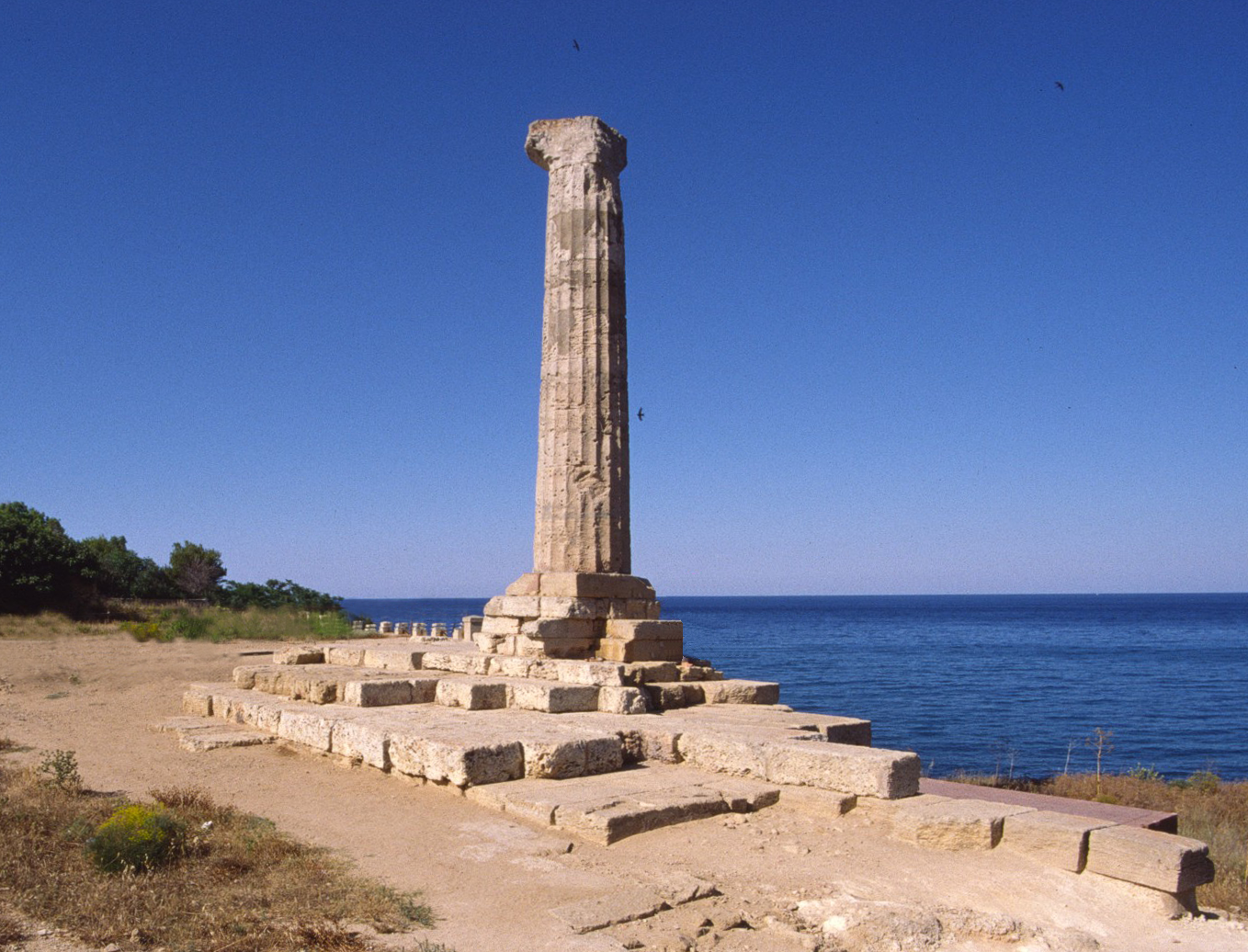
L'ultima colonna del Tempio di Hera Lacinia rimasta eretta.

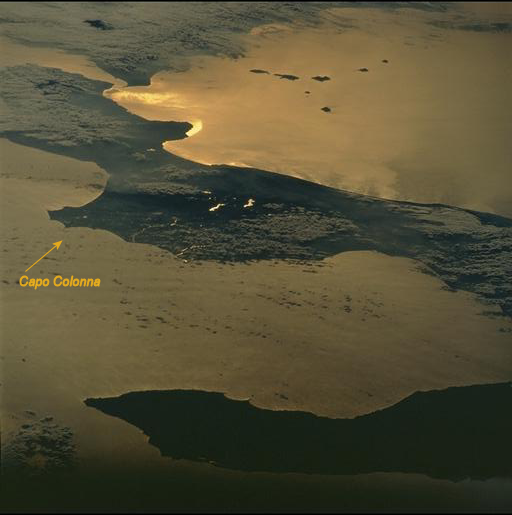
Immagine del golfo di Taranto e della Calabria dal satellite NASA; indicato capo Colonna.

Proprio la caratteristica di luogo facilmente identificabile dal mare rese il capo Lacinio punto di riferimento per la navigazione e per la definizione di confini. Questo metodo di indicare i limiti della navigazione e le aree di influenza era generalizzato e derivava dal tipo di navigazione "sottocosta" dell'epoca; anche i trattati fra Roma e Cartagine prendevano un promontorio (capo Bello) come limite insuperabile dalle navi Romane.
Con la fondazione di Crotone da parte di coloni greci nell'VIII secolo a.C. l'area dell'antico Capo Lacinio, già considerata sacra dalle popolazioni autoctone, viene ulteriormente nobilitata dalla costruzione del famoso tempio dedicato a Hera Lacinia, divinità greca, protettrice delle donne e della fertilità e che viene nella mitologia classica abbinata alla romana Giunone. Queste due principali qualità: la facile riconoscibilità dal mare e la presenza del tempio fecero convergere sul capo Lacinio le pagine della storia.
Un riferimento alla funzione di "pietra di confine" ci viene fatta da Tito Livio quando ci informa che le navi romane, per il trattato stipulato nel 303 a.C. con Taranto non potevano superare il capo Lacinio. La mancata osservanza di questo trattato spinse nel 282 a.C. la città greca ad attaccare i romani e successivamente alle guerre pirriche.
E sempre Tito Livio ci racconta che gli ambasciatori di Filippo V di Macedonia che stavano venendo in Italia per sottoscrivere il trattato con Annibale, avevano preso terra a capo Lacinio per non usare la troppo ovvia e controllata rotta diretta dall'Epiro a Brindisi. 
(Tito Livio, Ab Urbe condita libri, XXIII, 33, Mondadori, Milano, trad.: C. Vitali)
E a capo Lacinio furono nuovamente catturati quando cercarono di ritornare in Macedonia.
(Tito Livio, Ab Urbe condita libri, XXIII, 34, Mondadori, Milano, trad.: C. Vitali)

## Il tempio di Hera Lacinia
Il tempio vero e proprio aveva la classica forma dei templi greci: un imponente complesso di 48 colonne in stile dorico alte oltre 8 metri e costituite da 8 rocchi scanalati. Il tetto era di lastre di marmo e tegole in marmo pario. Nulla si sa delle decorazioni che però erano certo presenti come si può dedurre dal ritrovamento di una testa femminile in marmo della Grecia e pochi altri frammenti.
La colonna, in stile dorico, fino al 1638 era affiancata da un'altra caduta per un terremoto e poggia sui pochi resti del possente stilobate.
Nelle adiacenze è tracciata una "Via Sacra" di una sessantina di metri e larga oltre 8 metri. Al complesso del tempio appartengono anche almeno tre altri edifici chiamati "Edificio B", "Edificio H", "Edificio K".

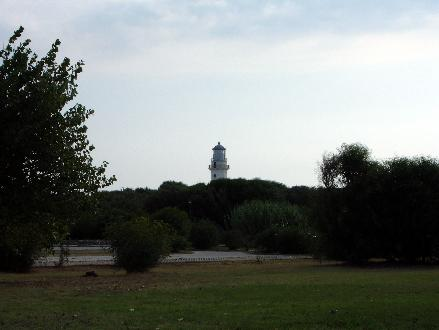
Faro di Capo Colonna.

## Descrizione
Nel libro XXIV, III di Ab Urbe condita libri leggiamo la pastorale descrizione che Tito Livio fornisce del tempio di Capo Lacinio. 
(Tito Livio, Ab Urbe condita libri, XXIV, 3, Mondadori, Milano, trad.: C. Vitali)
Oltre le funzioni religiose al tempio erano affidate, per tradizione anche quelle di punto di ristoro per i naviganti e i mercanti. Ed era certo questa funzione che muoveva la generosità di chi la utilizzava; il tempio divenne rapidamente famoso e ricco. Inoltre l'egida di sacralità scoraggiava i ladri per cui i viaggiatori e anche le popolazioni locali trovarono utile depositare le loro ricchezze nel tesoro del tempio. 
 La prassi di utilizzare i templi come banche era, d'altra parte, del tutto normale. Ricordiamo come a Roma le Vestali fossero depositarie dei testamenti e il tempio di Saturno Erario fosse il deposito del tesoro della città.
Non che la sicurezza fosse assoluta. Per esempio, Annibale, quando dovette ritornare richiamato a Cartagine verso la fine della Seconda guerra punica, partì proprio da questo promontorio dopo aver ucciso tutti i cavalli che non poteva trasportare e -si dice- molti uomini che non lo volevano più seguire, fatto appendere alle mura del tempio delle tavole di bronzo che riportavano le sue gesta in territorio italico e saccheggiato il tesoro del tempio stesso per pagarsi il noleggio delle navi.

## La colonia romana di Croto e la statio di Lacinium
Dopo la conclusione della seconda guerra punica, i conquistatori romani nel 194 a.C. dedussero a Crotone una colonia marittima ed affidata ai triumviri Cn. Octavius, L. Aemilius Paulus, C. Laetorius (Livio Libro XXXIV; 45). Da vari elementi storici che evidenziano l’importanza del Lacinio per le operazioni militari romane via mare in questa fase storica, dalla presenza di stratigrafie di età repubblicana-imperiali emerse sul promontorio, e contemporaneamente per l'assenza di stratigrafie consistenti in età repubblicana (II e I sec. a.C.) nell’area della città moderna, ha lasciato ipotizzare che la deduzione della colonia romana di Croto fosse avvenuta nell’area del Lacinio poco distante del tempio di Hera. A Capocolonna, infatti, a nord della hiera hodos sono venute alla luce cospicue strutture databili tra la metà del II sec. a.C. e la prima metà del I sec. d.C. Una parte notevole dello spazio urbano della colonia sembra essere occupata invece solo da edifici privati.
Ma l’insediamento romano presso il Lacinio sembra esaurirsi dopo pochi decenni, visto che già dalla prima meta del I d.C., in eta augustea, si assiste allo stanziamento, soprattutto di edifici pubblici, ai piedi della collina del Castello di Crotone, nell'acropoli della vecchia città greca, anche se rimangono segni di vitalità del promontorio Lacinio fino al periodo tardo antico.
Qui infatti si pone la statio del cursus pubblicus di Lacenium, riportata nella Tabula Peutingeriana e con qualche errore di trascrizione (Facenio) anche in altre fonti itinerarie.
L’insediamento di età repubblicana sul Capo Lacinio occupa tutta l’estremità settentrionale del promontorio e si compone di insulae quadrangolari che risparmiavano il settore del Santuario di Hera e le sue immediate pertinenze. Oltre alle piccole domus vi erano ricche residenze di proprietari più illustri ed un complesso con destinazione termale, edificato dai duoviri Lucilius Macer e Annaeus Traso l’80 e il 70 a.C., come attestato da un'iscrizione su un mosaico decorato con una fascia esterna a meandro.
La fase di decadenza e il progressivo abbandono dell’abitato del Lacinio inizia probabilmente dopo l’assedio di Sesto Pompeo nel 36 a.C., nella cui occasione viene forse costruito il peribolo in reticolato del promontorio, a scopo difensivo. 
Scavi effettuati tra settembre e dicembre 2014 hanno messo in evidenza la presenza, sul lato settentrionale e, parzialmente, su quello occidentale del sagrato, dei resti di un porticato, costruito, presumibilmente, in età augustea, che forse definiva architettonicamente uno spazio pubblico dall’epoca della fondazione della colonia romana, le cui dimensioni lasciano supporre che possa riferirsi ad un edificio pubblico. 
In località Torre Mariedda-Quote Cimino, sono stati ritrovati resti di un considerevole complesso provvisto di un’imponente fontana monumentale riconducibile al periodo tra tarda età repubblicana e prima età imperiale (I sec. a.C. e III/IV sec. d.C.).
Dopo l’abbandono dell'abitato, il perdurare della devozione nei confronti di Hera Lacinia è ancora attestato tra il 98 ed il 105 d.C. dall’ara dedicata da Oecius procuratore imperiale (libertus procurator), in favore di Ulpia Marciana, sorella di Traiano.
L’occupazione sul promontorio di Capocolonna non si limita al solo abitato al Capo Lacinio. Le ricognizioni compiute da Joseph Carter della Università del Texas mostrano che il retroterra agricolo era occupato da numerose fattorie rurali, presumibilmente inizialmente si trattava delle terre distribuite ai coloni che arrivarono qui dopo la deduzione del 194 a.C., ma l'occupazione con queste caratteristiche prosegue fino all'età tardo-antica ed anche oltre.

## Il santuario cristiano

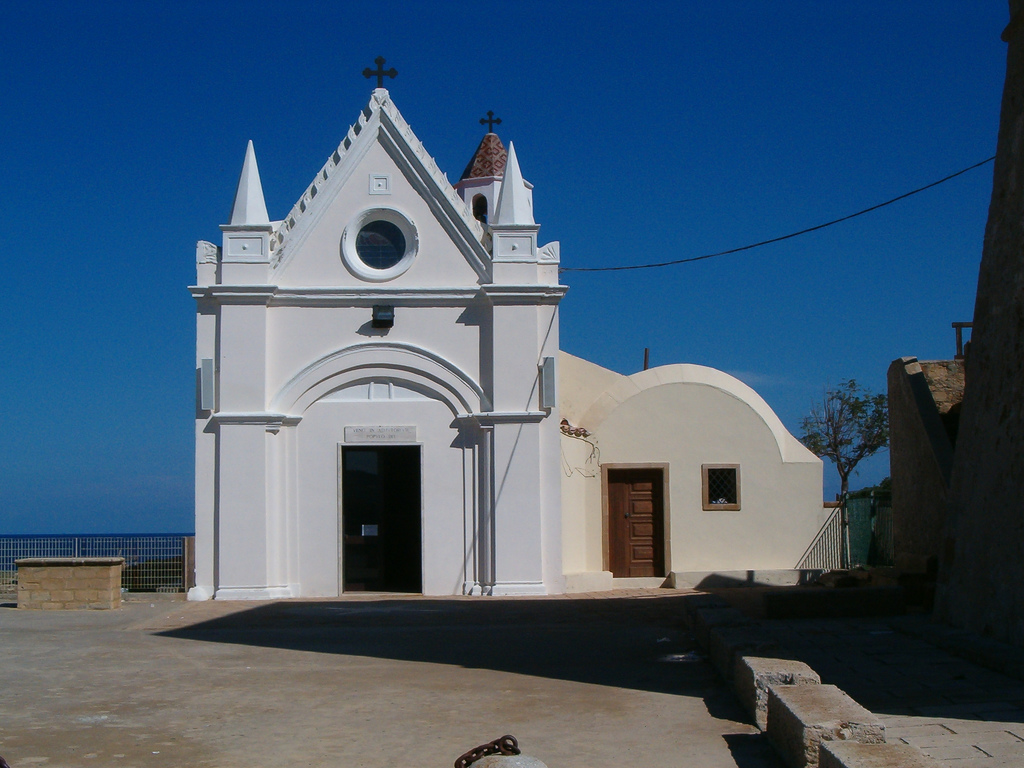
Il Santuario di Santa Maria di Capo Colonna.

Sul promontorio sorge oggi anche un santuario dedicato alla Madonna di Capocolonna (ubicato nei pressi del tempio dedicato a Hera Lacinia, del quale oggi rimane un'unica colonna dorica). Vi si venera un'immagine della Madonna attribuita a San Luca per il colore scuro della pelle del ritratto, simile alle immagini conservate a Bologna e a Częstochowa. Secondo la tradizione l'immagine era stata presa dai pirati Turchi che, non essendo riusciti a incendiarla e non riuscendo a far muovere la nave, la gettarono in mare. Trovata sulla spiaggia da un pescatore, fu da lui custodita e successivamente ceduta a un convento. Il quadro in stile bizantino viene conservato nella cattedrale di Crotone, e una processione notturna sale al santuario di Capo Colonna ogni anno nella terza domenica di maggio per ricordare la vicenda.

## Altro

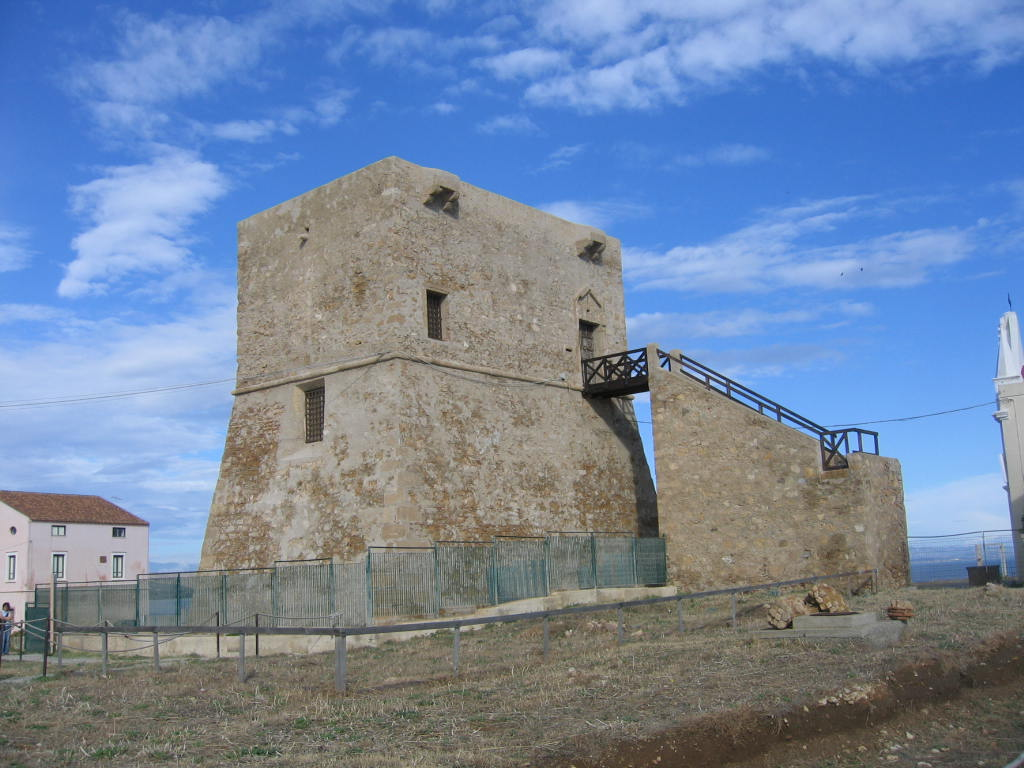
Torre del XVI secolo.

Alcune storici riportano che presso Capo Colonna si sarebbe verificata il 13 o 14 luglio 982 una battaglia tra le forze dell'imperatore del Sacro Romano Impero Ottone II ed i suoi alleati del nord, i Longobardi, contro le truppe di Abū l-Qāsim ʿAlī, Emiro di Sicilia, della dinastia dei Kalbiti. Fu chiamata battaglia di Capo Colonna - ma, più propriamente dovrebbe essere invece chiamata "battaglia della colonna", poiché le uniche fonti latine che indicassero il sito specifico dello scontro segnalavano appunto in civitate columnae (Lupo Prot., 1844 p. 55) oppure apud stilum (Rom. Sal. 1866, p. 400). Le fonti non forniscono molte informazioni topografiche, ma può ritenersi errata l'ipotesi che apud stilum sia Capocolonna, perché allora il luogo era noto come Lacinio; il luogo finale dello scontro fu invece Columna Reggina (stylis) - ove in epoca romana vi era una statio della Via Popilia e che si apre su un'ampia pianura, adatta a uno scontro di così ampie dimensioni, in posizione strategica per l'accesso allo stretto.
Accanto al Santuario di Hera Lacinia sorge anche la torre di Nao, una delle fortificazioni del sistema delle Torri costiere del Regno di Napoli risalente al XVI secolo.
Il Santuario mariano di Capo Colonna è ogni anno è meta di pellegrinaggio, per la festa della Madonna di Capocolonna.
Sempre nel mese di maggio il Parco Archeologico di Capocolonna ha ospitato il Festival dell'Aurora (nell'ambito dell'omonimo festival).
Nel 2016 per Decreto è stata eretta dall'Arcivescovo di Crotone - Santa Severina la Confraternita Mariana della B.V. di Capocolonna, Mariana Confraternitas Beatae Virginis De Capite Columnarum.
Il motto della Confraternita esprime bene l'anima del sentimento popolare più profondo e genuino: Mater Domini, praesidium e cor huius vrbis - Madre del Signore, presidio e cuore di questa città.
Caratteristiche sono anche le insegne: la cappa azzurra ricorda il colore mariano per eccellenza, mentre il collare dorato è arricchito dalle medaglie in argento, raffiguranti la Madonna e la colonna di Capocolonna, un ricordo a quel passaggio dal passato di glorie pagane al culto religioso.